# 海洋底拡大説

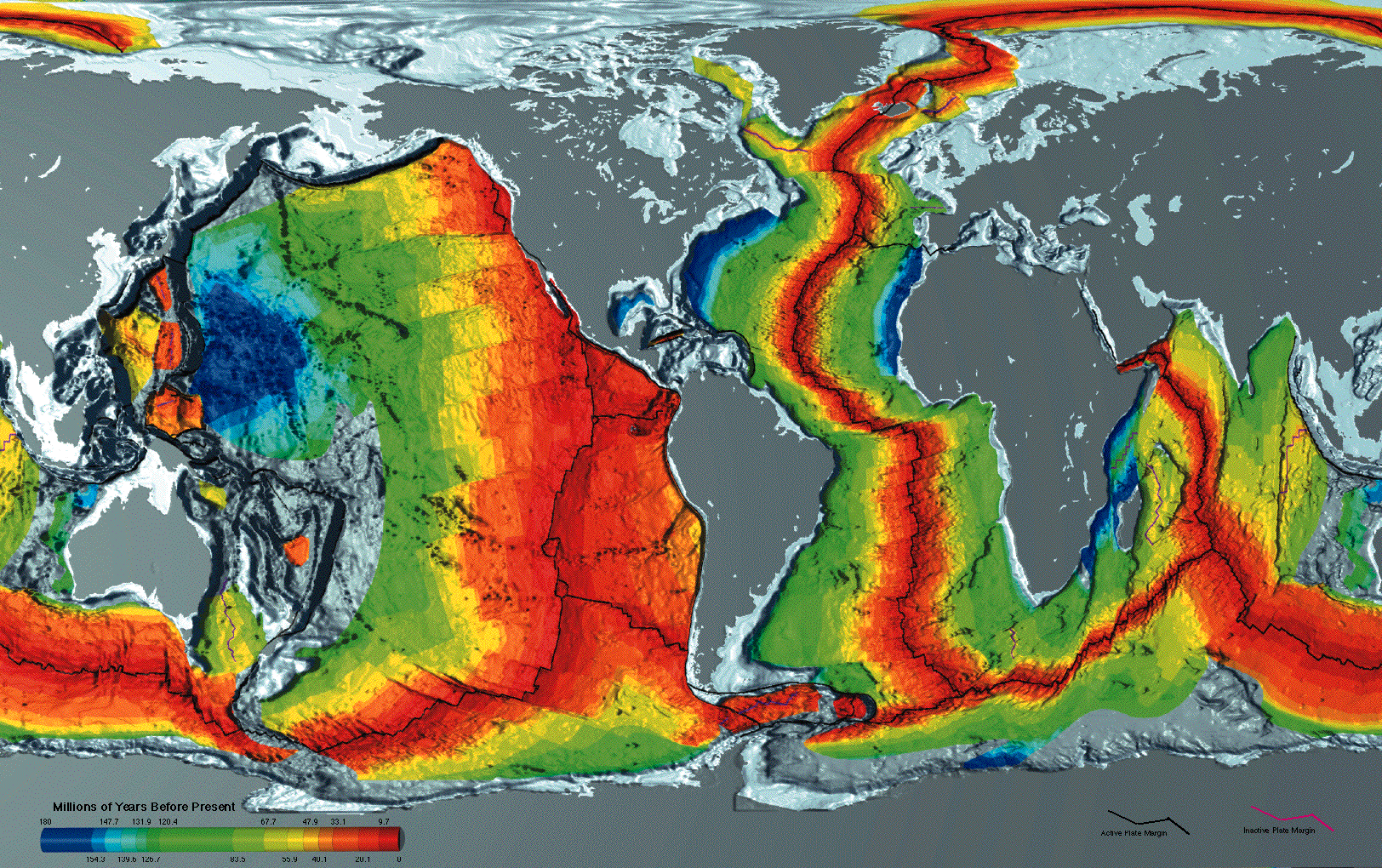
海洋底の生成された年代
赤 = 970万年前以降、黄 = 5590から4790万年前、紺 = 1.8億年前から1.543億年前

地球の内部では核 (Core)に近い深部のマントルが熱せられ上昇する緩やかな対流が起こっており、上昇部分において中央海嶺が形成される。

中央海嶺における地殻生成のGIFアニメーション

海洋底拡大説（かいようていかくだいせつ、英: Seafloor spreading）とは、中央海嶺で地球内部から物質が上昇し、新しく海底の岩盤を作るため、海底が中央海嶺の両側へ拡大するという仮説。拡大する一方、海溝でその岩盤が沈みこみ、結果として大規模な物質循環が起こって大洋底が徐々に更新されているとするため、海洋更新説（かいようこうしんせつ）ともいう。
ハリー・ハモンド・ヘスとロバート・シンクレア・ディーツによって1960年代のはじめに提案された。その後、1967年頃に登場したプレートテクトニクス、1990年代に登場したプルームテクトニクス へと発展していった。
現代ではマントル対流の上昇流は海嶺ではなくホットスポットにある事が観測されているため、マントル対流の上昇流が海嶺を生んでいるという説は否定された。
海嶺が地殻を生むのはプレート移動により地殻が引っ張られた結果の隙間にマントルが流れ込んだ結果であり、上昇流が海嶺を生んでいるのではなく海嶺が小さな上昇流を生んでいるだけで因果が逆である。
現在でもプレートの発散型境界で定常的な海洋地殻形成がなされている状態を「（海底）拡大している」と表現することはある。